# Massacre des coupe-coupe
Le massacre des coupe-coupe, appelé aussi massacre de Kobkob ou massacre d'al-Sattour, est un massacre survenu dans le Territoire du Tchad le 15 novembre 1917, à Abéché (province de Ouadaï) ayant causé la mort de plus de soixante-quinze personnes. Accusant, à tort, les faqîh d'avoir organisé une attaque contre les troupes coloniales françaises, le commandant Gérard ordonne la série d'exécutions. Il est par la suite destitué et doit quitter l'armée.

## Contexte
Le 23 octobre 1917, le maréchal des logis Guyader a été tué par des coups de couteau au marché d'Abéché, et un sous-officier a été blessé. Le chef de la circonscription, le commandant Gérard, a soupçonné les notables de Ouadaï et les faqih d'avoir monté un complot contre les Français, ce que des sources historiques réfutent,.

## Les événements du massacre
Le matin du 15 novembre, le commandant Gérard ordonne aux tirailleurs d’assassiner l’aguid (chef militaire) de Dokom et ses hommes, soit cinquante-six personnes, ainsi qu'environ vingt faqîh (maîtres coraniques). Ils sont décapités et leurs têtes sont posées en deux rangées à l’entrée de la circonscription, à l’emplacement actuel du monument aux morts d’Abéché. Le cheikh des Mahamid a également été arrêté et tué à Biltine, avec une quarantaine de ses proches et alliés. Toutes les maisons de la région de Chig-el-Fakara sont pillées et une vingtaine de personnalités politiques et religieuses influentes déportées vers d'autres pays d'Afrique équatoriale française,.

## Réactions
Dans un rapport daté du 6 mars 1918, il a été mentionné que le complot était évident, et malgré les efforts déployés par l'armée pour l’étouffer, l'affaire circula petit à petit au cours de l'année 1918 et fit scandale.
Le 3 juillet 1918, Gérard est finalement destitué par le gouverneur Frédéric Estèbe, secrétaire général de l'Afrique-Équatoriale française, et la justice militaire ouvre une information. Gérard s'est présenté devant son conseil d'enquête en 1922 et a dû quitter l'armée.